# 檀韶
檀韶（366年—421年），字令孫，高平郡金鄉縣人。東晉末年將領，曾參與討伐桓玄、北伐南燕及抵抗盧循之亂等戰事，在東晉官至左將軍、江州刺史，但因罪被免。入劉宋後雖獲增邑，但再無授官。

## 生平
檀韶家世居京口，但因檀韶年幼喪父，兄弟五人都由堂叔檀憑之養大。檀韶初任兗州從事、西曹主簿、輔國司馬等職。元興三年（404年），劉裕於京口起兵討伐桓玄，檀韶與弟弟檀祗及檀道濟都有參與，並參劉裕建武軍事。攻陷建康後改為鎮軍參軍，又加寧遠將軍，東海郡太守。先後進建武將軍及龍驤將軍，領秦郡太守、陳留內史。以參與平定桓玄的功勳封巴丘縣侯，食邑五百。後以龍驤將軍再參劉裕車騎將軍事，又轉驍騎將軍和中軍諮議參軍，加寧朔將軍。
義熙五年（409年），檀韶隨劉裕北伐南燕，南燕皇帝慕容超親率軍隊在臨朐抵抗晉軍，當南燕軍主力在臨朐城外數里與晉軍大戰時，劉裕別遣檀韶與向彌、胡藩等直取臨朐，並成功攻下。慕容超知道臨朐城陷便敗退回廣固。晉軍接著圍攻廣固，慕容超固守。一晚慕容超乘夜用火攻燒毀一些晉軍樓車，正正是檀韶所率領的那一段，故被降號橫野將軍。廣固終於次年年初被攻下，檀詔帶著所領部隊率先登城，領琅邪郡太守，進為寧朔將軍，琅邪內史。接著檀韶參與抵抗乘北伐而入侵建康的盧循，又有戰功。
因為北伐的功勳，檀韶獲改封宜陽縣侯，食邑七百，將原爵位改為伯爵，削減一半食邑改封給兒子檀臻。義熙七年（411年）進號輔國將軍，後為冠軍將軍、琅邪內史、淮南郡太守，鎮姑孰。後又進號左將軍，領本州大中正。義熙十二年（416年），檀韶以左將軍改督江州豫州之西陽新蔡二郡諸軍事，江州刺史，但後卻因罪免官。
永初元年（420年），劉裕篡晉，增檀韶食邑至一千五百戶。永初二年（421年），檀韶於建康去世，享年五十六歲，朝廷追贈安南將軍，加散騎常侍。

## 性格特徵
檀韶為人好酒貪橫，當地方官都沒有功績，不過劉裕念及當日檀家眾人和自己一同舉兵，而檀道濟亦是有大功的將領，故此也厚賞檀韶。檀韶曾經在台城內違規乘車而被白夜領職，劉裕死前對太子談論檀道濟時稱檀韶有「難御之氣」。

## 家庭

### 子
- 檀緒，嗣子，死後無子，封國撤除。
- 檀臻，由父巴丘縣侯改封，封巴丘縣伯[4]。

### 孫
- 檀遐，檀臻子，嗣爵，南齊代宋時封國撤除。
- 檀珪，檀臻子，南梁沅南令。

## 延伸阅读
[在维基数据编辑]
 《宋書·卷45》，出自沈约《宋书》